# El Miracle (Riner)
|  | Aquest article tracta sobre el poble del municipi de Riner (Solsonès). Vegeu-ne altres significats a «El Miracle». |

El Miracle és una de les cinc entitats de població del municipi de Riner a la comarca del Solsonès sorgit a l'entorn del santuari del Miracle. El seu poblament és dispers pràcticament tot. És on hi ha la seu de l'ajuntament tot i que Riner continua sent considerada oficialment la capital del municipi.

## Demografia
| Evolució demogràfica |            |            |            |                   |                   |                   |       |
| Any                  | Nucli urbà | Nucli urbà | Nucli urbà | Poblament dispers | Poblament dispers | Poblament dispers | Total |
| Any                  | Homes      | Dones      | Total      | Homes             | Dones             | Total             | Total |
| 2000                 | 0          | 0          | 0          | 38                | 33                | 71                | 71    |
| 2001                 | 0          | 0          | 0          | 38                | 32                | 70                | 70    |
| 2002                 | 0          | 0          | 0          | 40                | 34                | 74                | 74    |
| 2003                 | 0          | 0          | 0          | 40                | 36                | 76                | 76    |
| 2004                 | 0          | 0          | 0          | 40                | 34                | 74                | 74    |
| 2005                 | 0          | 0          | 0          | 37                | 33                | 70                | 70    |
| 2006                 | 0          | 0          | 0          | 41                | 33                | 74                | 74    |
| 2007                 | 0          | 0          | 0          | 40                | 36                | 76                | 76    |
| 2008                 | 0          | 0          | 0          | 46                | 37                | 83                | 83    |
| Font: INE            |            |            |            |                   |                   |                   |       |